# Rhodogeron coronopifolius
Rhodogeron coronopifolius là một loài thực vật có hoa trong họ Cúc. Loài này được Griseb. miêu tả khoa học đầu tiên năm 1866.